# 奇瓦伊區

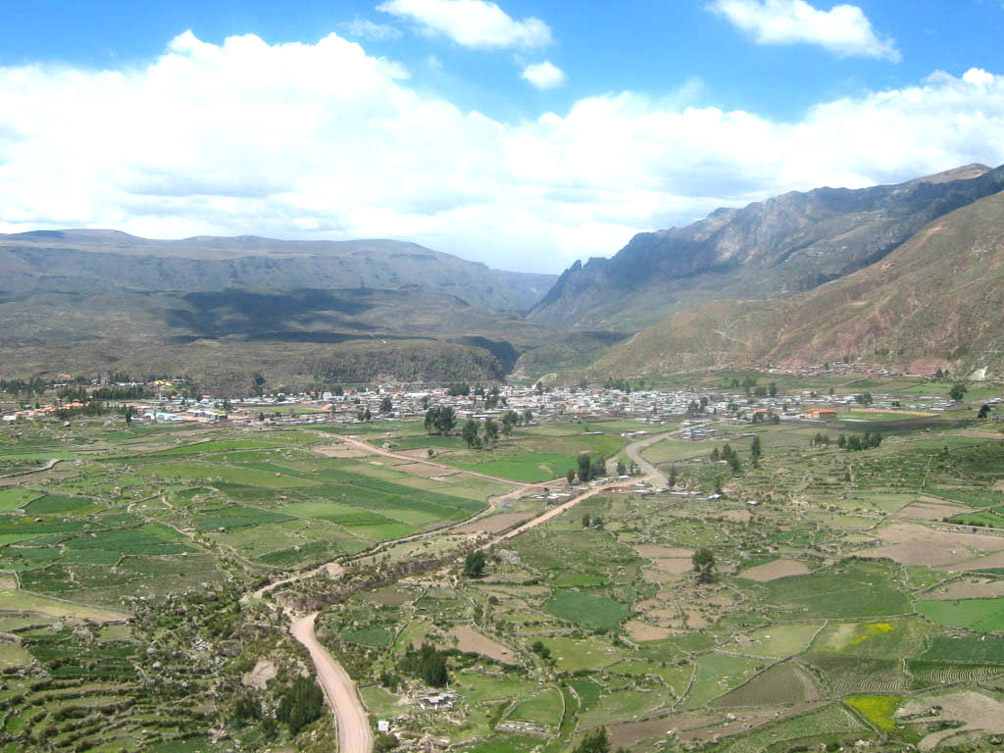

奇瓦伊區（西班牙語：Distrito de Chivay），是秘魯的一個區，位於該國南部阿雷基帕大區的卡伊尤馬省，面積240.64平方公里，海拔高度3,635米，2005年人口6,570，人口密度每平方公里27人。